# Drume
Drume este un sat din municipiul Podgorica, Muntenegru. Conform datelor de la recensământul din 2003, localitatea are 215 locuitori (la recensământul din 1991 erau 663 de locuitori).

## Demografie
În satul Drume locuiesc 159 de persoane adulte, iar vârsta medie a populației este de 35,5 de ani (35,0 la bărbați și 35,9 la femei). În localitate sunt 48 de gospodării, iar numărul mediu de membri în gospodărie este de 4,48.
|  |

| Demografie | Demografie | Demografie |
| An         | Locuitori  | Locuitori  |
| ---------- | ---------- | ---------- |
|            |            |            |
|            |            |            |
|            |            |            |
|            |            |            |
| 1948       | 440        |            |
| 1953       | 510        |            |
| 1961       | 580        |            |
| 1971       | 663        |            |
| 1981       | 768        |            |
| 1991       | 663        | 360        |
| 2003       | 538        | 215        |

| \| Componența etnică conform recensământului din 2003[2] \| Componența etnică conform recensământului din 2003[2] \| Componența etnică conform recensământului din 2003[2] \| Componența etnică conform recensământului din 2003[2] \| Componența etnică conform recensământului din 2003[2] \| \| ----------------------------------------------------- \| ----------------------------------------------------- \| ----------------------------------------------------- \| ----------------------------------------------------- \| ----------------------------------------------------- \| \| \| \| \| \| \| \| Albanezi \| Albanezi \| \| 215 \| 100% \| \| necunoscută \| necunoscută \| \| 0 \| 0% \| |             |  |     |      |
| Componența etnică conform recensământului din 2003 |             |  |     |      |
| |             |  |     |      |
| Albanezi | Albanezi    |  | 215 | 100% |
| necunoscută | necunoscută |  | 0   | 0%   |